# Ора (німфа)
Ора або Го́ра — в античній міфології німфа, яка породила від Папая (або Зевса) їх сина Колаксая. Жила в Скитії у Північному Причорномор'ї або в гирлі річок Тиміш та Макоша у вигляді напівзмії.
Це походження Колаксая, про яке повідомляє Гай Валерій Флакк, базується на двох творах Геродота: згідно з одним, Колаксай є одним із трьох синів Таргітая, який, у свою чергу, походить від Зевса та німфи; в іншому він один із трьох синів Геракла, які народились від істоти, яка була наполовину дівчиною, наполовину змією. Наймолодшим із цих трьох синів був Скит, прабатько та перший правитель скитів.
Колаксай вважається прабатьком паралатів (царських скитів) та племені бісальтів, які мали блискавки на своїх щитах на згадку свого походження свого царів.